# Feng gui lai de ren
Feng gui lai de ren (風櫃來的人), comercialitzada com The Boys from Fengkuei es una pel·lícula de drama de Taiwan del 1983 dirigida per Hou Hsiao-hsien.

## Sinopsi
Ah-ching (Doze Niu) i els seus amics acaben l'escola al poble de pescadors de l'illa, Fengkuei, i ara passen la major part del temps bevent i barallant-se. Ah-ching, juntament amb Ah-rong (Chang Shih) i Kuo-tzu (Chao Peng-chue) decideixen anar a la ciutat portuària de Kaohsiung a buscar feina. Troben un apartament a través de familiars, i Ah-ching se sent atret per Hsiao-hsing (Hsiu-ling Lin), la núvia d'Huang Chin-ho (Tou Chung-hua), un veí. Allà s'enfronten a les dures realitats de la gran ciutat i de créixer.

## Repartiment
- Shih Chang
- Doze Niu
- Chao P'eng-chue
- Tou Chung-hua
- Yang Lai-yin
- Zhang Chun-fang

## Distincions
- 1983: Montgolfière d'or del Festival dels Tres Continents de Nantes.[3]